# Alejandro Calvo Rodríguez
Alejandro Jesús Calvo Rodríguez (Cangas del Narcea, Asturias, 1974) es un ingeniero agrícola y político español. Desde agosto de 2023 es consejero de Fomento, Cooperación Local y Prevención de Incendios del Gobierno del Principado de Asturias,habiendo sido consejero previamente desde 2019.

## Vida personal
Nació en Cangas del Narcea (Asturias) en 1974, siendo hijo de José Calvo, secretario general del sindicato Unión de Campesinos de Asturias entre 1995 y 2010. Estudió ingeniería agrícola en la Universidad de Santiago de Compostela, especializándose posteriormente mediante másteres en Ganadería y Desarrollo Rural y en Viticultura, Enología y Marketing. Ha desarrollado su carrera profesional en el campo de la ingeniería agrícola y especialmente en la viticultura.
Pertenece a la Federación Socialista Asturiana-PSOE.

## Actividad política

### En cargos menores del Gobierno de Asturias (2008-2019)
En agosto de 2008 fue nombrado director general de Política Forestal del Gobierno de Asturias.Posteriormente, entre septiembre de 2009 y 2012 fue director-gerente de la Sociedad Gestión de Infraestructuras Culturales, Turísticas y Deportivas (Recrea). Se mantuvo en el cargo a pesar del cambio de gobierno de 2011.En el primer gobierno de Javier Fernández (2012-2015) fue viceconsejero de Cultura y Deporte. En el Segundo Gobierno Fernández (2015-2019) fue director-gerente de la Sociedad Pública de Gestión y Promoción Turística y Cultural.

### Como consejero del Gobierno de Asturias (desde 2019)
En 2019 Adrián Barbón lo incluyó en su primer gobierno como consejero de Desarrollo Rural, Agroganadería y Pesca, tomando posesión del cargo el 25 de julio. En junio de 2020 la consejería fue suprimida y se transformó en Medio Rural y Cohesión Territorial, con Calvo igualmente al frente. El 1 de agosto de 2023, con la formación del Segundo Gobierno Barbón, Calvo pasó a ser consejero de Fomento, Cooperación Local y Prevención de Incendios.